# Fenylalanin
Fenylalanin (zkratka Pha, Pa, Phe, F) patří mezi kódované esenciální glukoplastické i ketoplastické aminokyseliny (lidské tělo si ji neumí samo vyrobit), v lidské stravě však může (u dětí postižených fenylketonurií musí) být zcela nahrazen tyrosinem, na nějž se přeměňuje. V čistém stavu je to bílá krystalická látka. Je velmi důležitý jako sloučenina, která slouží k tvorbě neurotransmiterů (přenašečů nervového vzruchu), tedy pro činnost nervové soustavy.

## Výskyt
Vyskytuje se ve všech organismech, zejména jako součást bílkovin. V rostlinách je biochemicky syntetizován z fosfoenolpyruvátu a erythróza-4-fosfátu přes šikimát, který reaguje s dalším fosfoenolpyruvátem na chorismát. Z něho vzniká prefenát, dále fenylpyruvát a konečně fenylalanin. Lidské tělo si jej však neumí syntetizovat, proto patří mezi esenciální aminokyseliny, které musí přijímat v potravě.

### Zdroje
Ve stravě je nejvíce fenylalaninu obsaženo v čokoládě[zdroj?]. Také se vyskytuje v sýrech, žvýkačkách, semenech, ořeších, mase, rybách, mléce a vejcích. Nejhodnotnější jsou kvasnice, izolovaný sojový protein, tofu a parmezán. Tvoří také součást umělého sladidla Nutrasweet (Aspartam) hojně používaného např. jako sladidlo limonád.

## Příprava a výroba
Průmyslově je fenylalanin (stejně jako většina aminokyselin) vyráběn biosyntézou užitím mikroorganismů nebo chemickou syntézou nebo kombinací chemické syntézy a různých biotechnologických postupů.
Přímo se dá racemická směs D- a L-fenylalaninu připravit Streckerovou syntézou z kyseliny fenyloctové

## Vlastnosti
|  |
|  |

Podle chemického charakteru jejího postranního řetězce ji řadíme mezi nepolární aminokyseliny. Postranní řetězec se uplatňuje v hydrofobních interakcích bílkovin. Fenylalanin obsahuje asymetrický atom uhlíku, existuje proto ve dvou enantiomerních konfiguracích – D a L. V bílkovinách se vyskytují pouze L-formy, existují ovšem neribozomální peptidy obsahující D-formu. Aromatický kruh fenylalaninu funguje jako chromofor a absorbuje ultrafialové záření v oblasti vlnových délek 260–300 nm. Kodóny jsou UUU a UUC.

## Metabolismus
V těle je fenylalanin přeměňován na fenylethylamin
a hydroxylací působením enzymu fenylalanin hydroxylázy, obsaženého především v jaterních buňkách, na aminokyselinu tyrosin

## Fyziologické působení
Tyrosin slouží k tvorbě neurotransmiterů: v dřeni nadledvin a v mozku se vyrábějí katecholaminy (dopamin, adrenalin, noradrenalin), ve štítné žláze tyroxin a trijodtyronin a biosyntetizuje se z něj také melanin (pigment kůže, vlasů, vousů, očí). Zbylých 10 % fenylalaninu, který dospělý člověk zkonzumuje, se použije na syntézu proteinů. U dětí je tento poměr poněkud obrácený, 60 % příjmu fenylalaninu jde na výstavbu proteinů a 40 % se přemění na tyrosin[zdroj?].

### Pozitivní účinky
V souvislosti s vytvářením ketecholaminů fenylalanin zlepšuje paměť, odolnost vůči stresu, duševní a sexuální výkonnost. Kromě toho uvolňuje hormony, které tlumí chuť k jídlu. S úspěchem jej lze použít i jako přirozené analgetikum (proti bolesti)[zdroj?]. Používá se jako doplněk stravy při depresích a bipolárních psychických poruchách (v kombinaci s vitamínem B6 a vitamínem D), při zánětech, roztroušené skleróze, chronické bolesti, Parkinsonově chorobě (napomáhá proti rigiditě, zlepšuje chůzi) a revmatoidní artritidě. Denní dávka fenylalaninu by se však měla pohybovat mezi 500–1500 mg.
Nedostatek fenylalaninu se u člověka může projevit zmateností, emoční agitací, depresemi, špatnými paměťovými funkcemi, změnami v chování, sníženým zájmem o sex, či šedým zákalem.

### Nežádoucí účinky
V čisté formě ve vyšší koncentraci může způsobovat úzkost, bolesti hlavy, zvýšení krevního tlaku.
Porucha přeměny fenylalaninu na tyrosin se nazývá fenylketonurie, přičemž je to jedna z nejčastějších recesivních dědičných chorob (téměř jeden postižený na 10 000 narozených). Její léčba musí být zahájena již před 3. měsícem věku dítěte, přičemž nerozpoznaná fenylketonurie se projeví mentální retardací, záchvaty, nadměrným svalovým napětím, třesem a hyperaktivitou. Těmto nemocným je nutno maximálně snižovat příjem fenylalaninu v potravě a naopak dodávat tyrosin.
Fenylalanin nedovede také metabolizovat organismus postižený hyperfenylalaninémií, Hartnupovou chorobou a generalizovanou aminoacidurií.
Fenylalanin by se tudíž neměl podávat osobám s vysokým krevním tlakem, lidem s fenylketonurií a nemocným rakovinou (konkrétně maligním melanomem).

## Použití
Fenylalanin se užívá k výrobě voňavek a k syntéze nízkokalorického umělého peptidového sladidla aspartamu (L-Asp-L-Phe-methylester). Je používán jako ochucovadlo potravin, konzervačních a antioxidačních přípravků.